# 脑白金
脑白金是珠海巨人集团旗下的一个保健品品牌，该品牌创立于1994年，由于其成功的市场营销策略，在数年时间内，脑白金成为中国大陆知名度最高和身价最高的保健品品牌之一，年均利润可达3.5-4亿人民币，2005年春节期间的销售额更是达到8.2亿人民币。其广告词“今年过节不收礼，收礼还收脑白金（或‘收礼只收脑白金’）”则成为中国知名度最高的广告词之一。但同时，脑白金品牌也由于其不择手段的市场推广而饱受诟病，指责主要集中在不实宣传和过度的广告轰炸两个方面。

## 概况

### 品牌历史
脑黄金（脑白金的前身）品牌创立于1994年，是当时如日中天的珠海巨人集团经营策略转形的产物。但是品牌诞生后不久，巨人集团因为投资建设巨人大厦而陷入严重的财政危机，脑白金成为巨人集团赖以东山再起的支柱，从1997年之后，脑白金的销售一路升，1999年末，销售额突破1亿，依靠脑白金的成功，巨人集团填平了2.5亿元的负债，并不断扩大规模。2002年，上海健特生物科技有限公司将脑白金的品牌和生产企业转让给无锡健特，交易额超过3亿人民币，2004年将75%的销售渠道转让给四通控股，交易额更是高达11.6亿港元。

### 主要成分
脑白金中的主要成分是褪黑素，在生理条件下由脑内的松果体分泌，其分泌受生物钟调节，夜多昼少，具有一定的调节睡眠的作用。据脑白金的说明书报道，在脑白金口服液中还含有低聚糖、山楂、茯苓和水，在胶囊产品中，除褪黑素外还含有淀粉。

## 市场营销
脑白金的市场营销策略非常成功。脑白金投入市场初期，巨人集团面临严重的财务危机，无力进行大规模的广告轰炸，在这一阶段的营销以推广概念为核心，期间生产厂商通过有偿新闻、有偿报道、发放小广告等方式，通过新闻报道、健康常识的形式在平面媒体向可能的消费群体灌输脑白金的概念和有利于该产品的知识，使人们在观念上接受这一产品；在产品逐渐打开市场后，其营销策略发生转变，开始在电视、广播等媒体上进行集中和高强度的广告轰炸，其宣传的重点也从最初的推销健康知识，转变为树立品牌形象，尤其突出其产品高档礼品的身份。著名的广告“今年过节不收礼”就是这一阶段广告攻势的产物。

## 批评与争议

### 不实宣传
对脑白金不实宣传的指责主要来自专业领域和管理阶层。脑白金的一些宣传被指隐瞒或夸大了事实，另外一些宣传则被指根本就是子虚乌有。

#### 捏造新聞
脑白金早期宣传品声称脑白金在美国引起5000万人疯狂抢购，一粒含量3毫克的脑白金在加州被炒到50美元，是白金的1026倍；服用“脑白金”的老人，在110岁左右去世，去世时仍动作灵活，外表美丽，性功能如同30岁的男女，並在百岁之年生了一个胖娃娃；长期服用“脑白金”的老年人，其性能力和年轻人几乎没有差别；在学术界8000多篇论文中有7000多篇论文对脑白金是充分肯定的，这些说法事后都被证明是捏造的。

#### 誇大功效
脑白金的广告还被指夸大了褪黑素的功效并隐瞒了褪黑素的副作用。实验显示，褪黑素对睡眠有一定调节作用，但并非必须，长期过量服用可能导致机体正常分泌褪黑素的功能受到影响，引起睡眠功能紊乱，儿童服用褪黑素可能造成脑垂体机能紊乱，性腺发育受到抑制，影响正常发育，这些副作用在脑白金的宣传中均被隐瞒，相应的在脑白金的宣传中，声称其具有的调节肠胃功能、提高免疫能力、治疗癌症性能力、延年益寿等功效，却均无实验事实支持。

#### 偷換概念
脑白金的广告还提出“人脑内人脑的核心是位于大脑正中央仅有黄豆粒大小的脑白金体，脑白金则是脑白金体分泌的重要生理物质”，反对者指责这种宣传偷换概念，将学术界通用的松果体和褪黑素概念置换为脑白金体、脑白金等商业概念，这种宣传明显打压了其他褪黑素产品的生产厂商，使他们的产品在脑白金的强大宣传攻势下成为所谓的假冒产品，从而达到独占市场的目的。

#### 處分
由于不实宣传，脑白金多次遭到行业主管部门的处罚，2000年后，由于违反药品保健品广告的管理法规，在上海、杭州等地脑白金的广告遭禁，2005年6月，中国国家食品药品监督管理局颁布《保健食品注册管理办法（试行）》，在行政文件中点名批评脑白金等9种保健品的产品名称“带有明显虚假、夸大的词语”。此外，本產品由於一直未能符合香港對成藥的監管要求，一直都不能在香港市面上出售。
针对不实宣传的指责，脑白金的生产厂商认为针对脑白金产品“媒体报道负面的多，但负面的口碑基本没有”，他们指出“负面角度的报道往往都不用消费者的素材，而用一些所谓的专家观点。专家也是隔行如隔山，最有发言权的是两类人物：一类是服用过的消费者，一类是专项从事这个领域研究的专家，但真正在这个领域有研究的国内也就二、三十个人。”

### 过度广告宣传
脑白金市场营销的成功很大程度上来自于其定位明确有针对性的广告宣传。脑白金在市场上站稳脚跟后，很快就开始强化宣传其作为礼品的身份，在各级电视台的黄金时段，脑白金的广告滚动播出，在春节、中秋等传统节日前夕，脑白金的广告密度更大，有时甚至完全相同的广告内容连续反复播出。这种广告策略能够在短期内使最大多数的观众对脑白金产品产生深刻的印象。由于脑白金的广告内容单调，创意简单，又以这种简单重复的方式高密度播出，因此很容易引起受众的反感。自2000年起，脑白金广告连续五年获评“十差广告”。一些批评者认为脑白金的广告投放方式是一种视觉强权，是对电视观众的不尊重和利益的侵害。而脑白金的生产厂商则认为他们的广告虽然没有艺术性，但是却是非常成功的市场营销策略。

### 常用广告词
“今年过节不收礼，收礼还收脑白金，脑白金！”（在广告的其他版本中也作“今年过节不收礼，收礼只收脑白金！”）是脑白金的常用广告词，因为它在中国大陆主流电视台的大量播出、轰炸式的广告营销、前后两小句矛盾而具夸张效果等因素。送礼，而成为了中国大陆知名度最高的广告词之一。并被广为改编，用于幽默、恶搞。